# Троща (озеро)
Тро́ща (бел. Тро́шча) — озеро в Ушачском районе Витебской области Беларуси. Относится к бассейну реки Дива, в свою очередь входящую в бассейн Западной Двины. Шестое в списке самых глубоких озёр Беларуси и глубочайшее среди Ушачских озёр. Вода отличается чистотой и прозрачностью.

## География
Озеро Троща находится в 16 км к юго-востоку от городского посёлка Ушачи. Рядом с озером располагаются деревни Белое и Гора. Высота водного зеркала над уровнем моря — 139,7 м.
Водоём располагается в междуречье малых рек Вислововка и Бельская. Оба водотока относятся к бассейну реки Дива, в свою очередь входящей в бассейн Западной Двины.
Площадь поверхности озера составляет 0,51 км². Длина озера — 1,33 км, наибольшая ширина — 0,49 км. Длина береговой линии — 3,24 км. Наибольшая глубина — 38,2 м, средняя — 12,4 м. Объём воды — 6,3 млн м³. Площадь водосбора — 2,4 км².
Троща — шестое по глубине озеро Беларуси и самое глубокое озеро Ушачского района и Ушачской группы озёр.

## Морфология
Котловина озера ложбинного типа, вытянутая с юго-запада на северо-восток. Склоны суглинистые, на севере, юге и местами на востоке пологие, остальные крутые. Высота склонов составляет в среднем 10—14 м, на юго-западе достигает 20 м, на севере и юге снижается до 6—9 м. Территория к востоку от озера распахана, к западу — покрыта смешанным лесом. Береговая линия относительно ровная. Берега 0,5—1 м высотой, песчаные и супесчаные, поросшие лесом и кустарником. Юго-западный и юго-восточный участки берега сливаются со склонами котловины. На небольшом участке на юге формируются сплавины. Пойма высокая, сухая, шириной до 5 м; на севере и юге заболоченная, шириной от 40 до 150 м.
Подводная часть котловины имеет форму вытянутого жёлоба. Ширина зоны мелководья — 10—15 м, на севере и юге — до 70 м. Глубины до 2 м занимают около 16 % площади водоёма. Максимальная глубина отмечается в центре озера. В южной части имеется впадина глубиной 25,6 м, недалеко от которой проходит отмель (глубина до 7 м), идущая к западному берегу.
Дно до глубины 2—2,5 м песчаное, до глубины 2,5—5 м покрытое опесчаненным илом, глубже — глинистым илом. Донные отложения в наиболее глубоких участках характеризуются высоким содержанием железа. В прибрежной зоне около южного и северо-восточного берегов формируется сапропель.

## Гидрология
Водоём подпитывается главным образом грунтовыми водами. Расходная часть водного баланса обеспечивается преимущественно испарением с зеркала. В озеро впадают несколько ручьёв, однако оно не имеет поверхностного стока.
Благодаря небольшим размерам, большой глубине и укрытости котловины от ветров в летнее время в озере наблюдается ярко выраженная температурная стратификация воды. Глубже 8—10 м начинается зона температурного скачка, где температура изменяется на 4 °C с каждым метром глубины. Придонные температуры лишь немногим превышают 5 °C.
Максимальное содержание кислорода отмечается на глубинах, близких к зоне температурного скачка. Этому способствует опускание области фотосинтеза на глубину, свойственное глубоким озёрам с прозрачной водой. В придонных областях насыщение воды кислородом составляет 50 %.
Озеро Троща — мезотрофное с признаками олиготрофии. Вода в озере отличается высокой прозрачностью, достигающей 4,7—5 м. Минерализация — до 195 мг/л, цветность — 15°. Активная реакция воды на поверхности щелочная, у дна слабощелочная. Содержание органических и биогенных веществ незначительно.

## Растительный и животный мир
Озеро зарастает слабо. Ширина полосы надводной растительности варьируется от 5—10 м до 40—50 м на юго-западе и северо-востоке. Надводные макрофиты представлены главным образом тростником и камышом, в меньшей степени хвощом и рогозом. Подводную макрофлору представляют элодея, роголистник, рдесты, уруть, телорез, лютики, а также мхи и харовые водоросли. Подводная растительность простирается до глубины 6 м.
Фитопланктон развит слабо и представлен 35 видами, а его биомасса составляет всего 0,35 г/м³. По видовому разнообразию преобладают зелёные и диатомовые водоросли, по численности — зелёные, а по биомассе — пирофитовые и диатомовые. Зоопланктон отличается несколько бо́льшим видовым разнообразием и насчитывает 40 видов, однако его биомасса также невысока и составляет 0,49 г/м³. Значительно более развит зообентос, представленный 43 видами (среди них 19 видов хирономид и 8 — моллюсков) и формирующий биомассу 14,89 г/м².
В озере водятся сиг, снеток, лещ, густера, щука, уклейка, окунь, плотва, краснопёрка, линь, карась, ёрш и другие виды рыб, а также раки. На озере производится промысловый лов рыбы и организовано платное любительское рыболовство.